# 中共豫皖苏中央分局
中共豫皖苏中央分局是1948年在豫皖苏解放区的党的领导机构。 

## 历史
1948年春，为把豫皖苏解放区建成比较巩固的中原战事的根据地，中共中央决定组织豫皖苏中央分局，归中共中央中原局领导。1948年6月24日中共中央电示以宋任穷、吴芝圃、粟裕、张国华、刘瑞龙、杨一辰六人为分局委员，宋任穷为书记，吴芝圃为副书记，粟裕兼豫皖苏军区司令员（未到职），张国华为军区副司令员（代理军区司令员），宋任穷兼军区政委，吴芝圃兼军区副政委，豫皖苏行政公署主任吴芝圃，副主任杨一辰。粟裕仍为华东野战军副司令员、副政委，代司令员兼代政委；宋任穷以豫皖苏中央分局书记兼任华东野战军第三副政委（排在粟裕、谭震林之后），故于华野大政方针之命令文件应当署名，而于日常事务及战役作战之命令文件则不须署名。这时的豫皖苏解放区辖8个专区、3个直辖市，68个县，1600多万人口，但大部分为新解放区，尚未来得及剿匪反霸，尚不巩固。 
1949年4月渡江战役后，豫皖苏解放区成了大后方，支前任务基本结束。原来跨省的各解放区的党的领导体制，已不能适应形势发展的需要。为加强对各省工作的统一领导，恢复和发展生产，支援大军渡江南下，完成民主改革的重大任务，中共中央决定撤销豫皖苏中央分局和豫西、鄂豫、桐柏区党委，成立河南省委、安徽的皖北区党委、湖北省委。1949年5月，豫皖苏建制撤销，辖域划归河南省、淮北行署区。豫皖苏中央分局随之结束。